# 1616년
1616년은 금요일로 시작하는 윤년이다.

## 연호
- 명(明) 만력(萬曆) 44년
- 후금(後金) 천명(天命) 원년
- 일본(日本) 겐나(元和) 2년
- 후 레 왕조(後黎朝) 호앙딘(弘定) 17년
- 막 왕조(莫朝) 끼엔통(乾統) 24년

## 기년
- 류큐(琉球) 쇼네이왕(尚寧王) 28년
- 명(明) 신종 만력제(神宗 萬曆帝) 44년
- 후금(後金) 태조 천명가한(太祖 天命可汗) 원년
- 조선(朝鮮) 광해군(光海君) 8년
- 후 레 왕조(後黎朝) 경종(敬宗) 17년

## 사건
- 1월 1일 - 건주여진의 존경받는 총명한 한인 누르가치가 여진국 혹은 후금을 건국하고, 여러 나라에 은혜를 베푸는 한으로 추대되었다.
- 2월 19일 - 필리핀의 마욘 산의 폭발이 처음으로 기록.
- 6월 12일 - 포카 혼타스가 남편 존 롤프, 아이 토마스 롤프, 그녀의 여동생, 양동생, 부족의 무당(Shaman)과 함께 영국으로 입국.

## 사망
- 4월 23일 - 소설 《돈 키호테》의 작가 미겔 데 세르반테스
- 4월 23일 - 영국 극작가 겸 시인 윌리엄 셰익스피어
- 6월 1일 - 일본 에도 막부 1대 쇼군 도쿠가와 이에야스